# دانشگاه آلبرتا

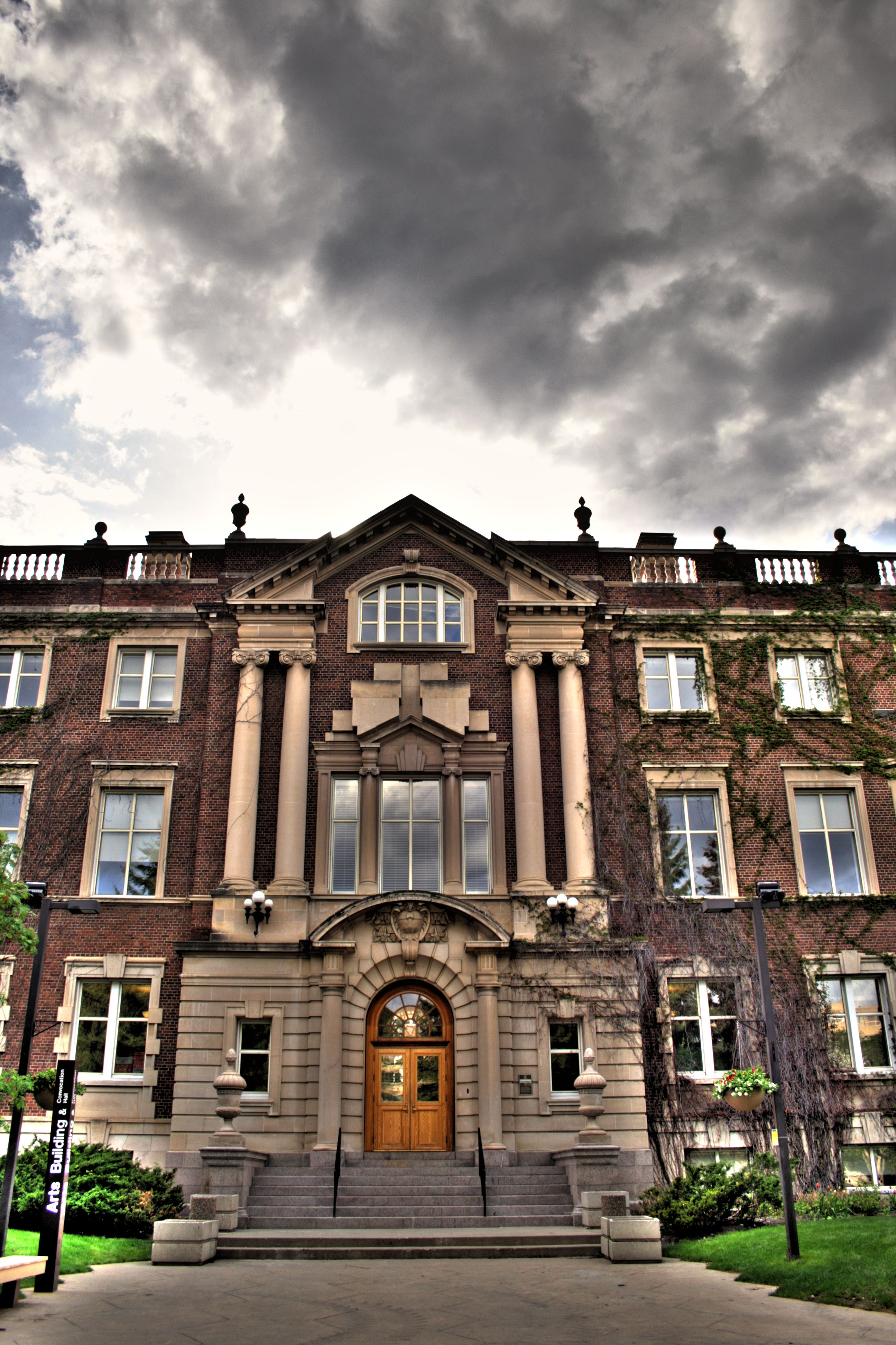
دانشگاه آلبرتا

دانشگاه آلبرتا (به انگلیسی: University of Alberta) یک دانشگاه تحقیقاتی دولتی در ادمونتون واقع در استان آلبرتا کانادا است که در سال ۱۹۰۸ میلادی توسط الکساندر کامرون رادرفورد، نخستین نخست‌وزیر آلبرتا و هنری مارشال توری، نخستین رئیس این دانشگاه، تأسیس شد.

## تاریخچه
دانشگاه آلبرتا در سال ۱۹۰۸ میلادی تأسیس شد. پردیس این دانشگاه در جنوب رود ساسکاچوان شمالی در شهر ادمونتون قرار دارد.

## ویژگی‌های آکادمیک
دانشگاه آلبرتا بیش از ۳۹۰۰۰ دانشجو دارد که از آن میان بیش از هشت هزار نفر دانشجوی تحصیلات تکمیلی هستند . این دانشگاه بیش از ۳۶۰۰ کارمند آموزشی دارد (شامل استادها، پژوهشگران پسادکترا و دستیاران آموزش/پژوهش تحصیلات تکمیلی) . از زمان تأسیس دانشگاه تا پایان سال ۲۰۱۳ میلادی بیش از ۲۵۰۰۰۰ نفر از دانشگاه آلبرتا فارغ‌التحصیل شده‌اند. جو کلارک نخست‌وزیر پیشین کانادا و ریچارد ادوارد تایلور نظریه‌پرداز سرشناس فیزیک و دریافت‌کننده جایزه نوبل در فیزیک از جمله فارغ التحصیلان سرشناس دانشگاه آلبرتا هستند. دانشگاه آلبرتا جزو پنج دانشگاه برتر کانادا و ۱۰۰ دانشگاه برتر جهان می‌باشد و نسبت به دیگر مراکز آموزش عالی معروف استان آلبرتا مثل انستیتوی فناوری آلبرتای شمالی، کالج NorQuest، دانشگاه MacEwan، کالج دانشگاه کینگ و کالج دانشگاه کنکوردیای آلبرتا کاملا برتری دارد.

### فهرست دانشکده‌ها و کالج‌ها
- دانشکدهٔ آگوستانا
- دانشکدهٔ آموزش
- دانشکدهٔ تحصیلات تکمیلی و پژوهش
- دانشکدهٔ تربیت بدنی
- دانشکدهٔ پرستاری
- دانشکدهٔ پزشکی و دندان‌پزشکی
- دانشکدهٔ داروسازی
- دانشکدهٔ حقوق
- دانشکدهٔ سن‌ژان
- دانشکدهٔ کشاورزی، جنگل‌داری
- دانشکدهٔ علوم
- دانشکدهٔ مطالعات بومی
- دانشکدهٔ مهندسی
- دانشکدهٔ هنر
- دانشکدهٔ توسعه
- دانشکدهٔ توانبخشی
- مدرسهٔ بهداشت عمومی
- کالج سن. ژوزف

## انجمن‌های دانشجویی دانشگاه آلبرتا
- انجمن دانشجویان ایرانی دانشگاه آلبرتا.[۸]
- انجمن اندیشه.[۹]